# A1 Team Tschechien
Das A1 Team Tschechien (engl. Stilisierung: A1Team.Czech Republic) war das tschechische Nationalteam in der A1GP-Serie.

## Geschichte
Das A1 Team Tschechien wurde von Antonín Charouz gegründet, dessen Rennstall Charouz Racing System auch von Beginn an das Team ausrüstete.
In der ersten Saison war das Team Mittelmaß. Nachdem es beim dritten Rennwochenende in Estoril mit Platz fünf im Sprintrennen durch Stammfahrer Tomáš Enge seine ersten Punkte einfahren konnte, folgte mit Platz drei im Hauptrennen in Sepang die erste Podiumsplatzierung. Einen weiteren dritten Platz konnte das Team im Sprintrennen in Dubai erzielen. Den Saisonhöhepunkt stellte der Sieg im Hauptrennen des Abschlusswochenendes in Shanghai dar. Es beendete die Saison auf Rang zwölf mit 56 Punkten.
In der folgenden Saison lief es unverändert. Das einzige Podium der Saison konnte das Team mit Platz zwei im Hauptrennen im heimischen Brünn erzielen, nachdem es das Sprintrennen auf Rang fünf beendet hatte. Weitere vier Punkteplatzierungen, darunter ein fünfter Platz im Hauptrennen in Eastern Creek, sicherten ihm schließlich erneut den zwölften Gesamtplatz mit 27 Punkten.
In der dritten Saison driftete das Team ins Hinterfeld ab. Nach einem zehnten Platz im Hauptrennen in Zandvoort durch Erik Janiš konnte es nur noch zwei weitere Punkteresultate erzielen, und zwar beide beim Rennwochenende in Taupo mit Tomáš Enge am Steuer, wobei der fünfte Platz im Sprintrennen das beste Ergebnis der Saison darstellte. Das Team beendete selbige auf dem 19. Gesamtplatz mit zehn Punkten.
In der folgenden Saison ging es nicht mehr an den Start.
Das A1 Team Tschechien hat an 32 Rennwochenenden der A1GP-Serie teilgenommen.

## Fahrer
Das A1 Team Tschechien setzte an Rennwochenenden sieben verschiedene Fahrer ein, von denen alle auch an den Rennen selbst teilnahmen.

### Übersicht der Fahrer
| Fahrer            | RG | SR | HR | RS | 1. Pl.  | 2. Pl.  | 3. Pl.  | PP | SRR | Pkt. |
| ----------------- | -- | -- | -- | -- | ------- | ------- | ------- | -- | --- | ---- |
| Enge, Tomáš       | 38 | 19 | 19 | -  | 1 (0/1) | 1 (0/1) | 2 (1/1) | 0  | 0   | 87   |
| Janiš, Erik       | 6  | 3  | 3  | 3  | 0 (0/0) | 0 (0/0) | 0 (0/0) | 0  | 0   | 1    |
| Salaquarda, Filip | 8  | 4  | 4  | 5  | 0 (0/0) | 0 (0/0) | 0 (0/0) | 0  | 0   | 1    |
| Charouz, Jan      | 4  | 2  | 2  | 2  | 0 (0/0) | 0 (0/0) | 0 (0/0) | 0  | 0   | 0    |
| Janiš, Jaroslav   | 4  | 2  | 2  | 6  | 0 (0/0) | 0 (0/0) | 0 (0/0) | 0  | 0   | 4    |
| Kostka, Tomáš     | 2  | 1  | 1  | -  | 0 (0/0) | 0 (0/0) | 0 (0/0) | 0  | 0   | 0    |
| Král, Josef       | 2  | 1  | 1  | 1  | 0 (0/0) | 0 (0/0) | 0 (0/0) | 0  | 0   | 0    |

Legende: RG = Rennen gesamt; SR = Sprintrennen; HR = Hauptrennen; RS = Rookie-Sessions; PP = Pole-Position; SRR = schnellste Rennrunde

## Ergebnisse
| Saison | 1         | 1         | 2          | 2          | 3       | 3       | 4          | 4          | 5      | 5      | 6          | 6          | 7          | 7          | 8         | 8         | 9         | 9         | 10        | 10        | 11        | 11        | Rang | Punkte |
| ------ | --------- | --------- | ---------- | ---------- | ------- | ------- | ---------- | ---------- | ------ | ------ | ---------- | ---------- | ---------- | ---------- | --------- | --------- | --------- | --------- | --------- | --------- | --------- | --------- | ---- | ------ |
| 05/06  | Brands H. | Brands H. | EuroSpeed. | EuroSpeed. | Estoril | Estoril | Eastern C. | Eastern C. | Sepang | Sepang | Dubai      | Dubai      | Durban     | Durban     | Sentul    | Sentul    | Monterrey | Monterrey | Laguna S. | Laguna S. | Shanghai  | Shanghai  | 12.  | 56     |
| 05/06  | 18 CHA    | 14 CHA    | 11 ENG     | 19 ENG     | 5 ENG   | 9 ENG   | 24 ENG     | 19 ENG     | 16 ENG | 3 ENG  | 3 ENG      | 18 ENG     | 5 ENG      | 21 ENG     | 10 ENG    | 13 ENG    | 5 ENG     | 7 ENG     | 18 ENG    | 16 ENG    | 6 ENG     | 1 ENG     | 12.  | 56     |
| 06/07  | Zandvoort | Zandvoort | Brno       | Brno       | Peking  | Peking  | Sepang     | Sepang     | Sentul | Sentul | Taupo      | Taupo      | Eastern C. | Eastern C. | Durban    | Durban    | Mexiko-S. | Mexiko-S. | Shanghai  | Shanghai  | Brands H. | Brands H. | 12.  | 27     |
| 06/07  | 17 KOS    | 20 KOS    | 5 ENG      | 2 ENG      | 8 ENG   | 6 ENG   | 21 ENG     | 14 ENG     | 16 JJA | 7 JJA  | 17 ENG     | 12 ENG     | 9 ENG      | 5 ENG      | 11 ENG    | 16 ENG    | 12 JJA    | 12 JJA    | 17 SAL    | 10 SAL    | 13 CHA    | 15 CHA    | 12.  | 27     |
| 07/08  | Zandvoort | Zandvoort | Brno       | Brno       | Sepang  | Sepang  | Zhuhai     | Zhuhai     | Taupo  | Taupo  | Eastern C. | Eastern C. | Durban     | Durban     | Mexiko-S. | Mexiko-S. | Shanghai  | Shanghai  | Brands H. | Brands H. | ---       | ---       | 19.  | 10     |
| 07/08  | 15 EJA    | 10 EJA    | 18 EJA     | 12 EJA     | 15 EJA  | 15 EJA  | 5 ENG      | 8 ENG      | 19 ENG | 11 ENG | 18 ENG     | 15 ENG     | 18 KRA     | 16 KRA     | 18 SAL    | 16 SAL    | 13 SAL    | 11 SAL    | 12 SAL    | 15 SAL    |           |           | 19.  | 10     |

| Legende  | Legende            | Legende                                                          |
| Farbe    | Abkürzung          | Bedeutung                                                        |
| -------- | ------------------ | ---------------------------------------------------------------- |
| Gold     | –                  | Sieg                                                             |
| Silber   | –                  | 2. Platz                                                         |
| Bronze   | –                  | 3. Platz                                                         |
| Grün     | –                  | Platzierung in den Punkten                                       |
| Blau     | –                  | Klassifiziert außerhalb der Punkteränge                          |
| Violett  | DNF                | Rennen nicht beendet (did not finish)                            |
| Violett  | NC                 | nicht klassifiziert (not classified)                             |
| Rot      | DNQ                | nicht qualifiziert (did not qualify)                             |
| Rot      | DNPQ               | in Vorqualifikation gescheitert (did not pre-qualify)            |
| Schwarz  | DSQ                | disqualifiziert (disqualified)                                   |
| Weiß     | DNS                | nicht am Start (did not start)                                   |
| Weiß     | WD                 | zurückgezogen (withdrawn)                                        |
| Hellblau | PO                 | nur am Training teilgenommen (practiced only)                    |
| Hellblau | TD                 | Freitags-Testfahrer (test driver)                                |
| ohne     | DNP                | nicht am Training teilgenommen (did not practice)                |
| ohne     | INJ                | verletzt oder krank (injured)                                    |
| ohne     | EX                 | ausgeschlossen (excluded)                                        |
| ohne     | DNA                | nicht erschienen (did not arrive)                                |
| ohne     | C                  | Rennen abgesagt (cancelled)                                      |
| ohne     | keine WM-Teilnahme |                                                                  |
| sonstige | P/fett             | Pole-Position                                                    |
| sonstige | 1/2/3/4/5/6/7/8    | Punktplatzierung im Sprint-/Qualifikationsrennen                 |
| sonstige | SR/kursiv          | Schnellste Rennrunde                                             |
| sonstige | *                  | nicht im Ziel, aufgrund der zurückgelegten Distanz aber gewertet |
| sonstige | ()                 | Streichresultate                                                 |
| sonstige | unterstrichen      | Führender in der Gesamtwertung                                   |